# Ліза Кудров
Ліза Валері Кудров, також Лайза Кадроу (англ. Lisa Valerie Kudrow; нар. 30 липня 1963, Енсіно (район Лос-Анджелеса, Каліфорнія, США) — американська акторка, продюсерка та сценаристка. Лауреатка премій «Еммі» (1998) та «Супутник» (2001), номінантка на «Золотий глобус» (1996). Найбільш відома роллю Фібі Буффе в серіалі «Друзі»

## Життєпис
Народилась в Енсіно (район Лос-Анджелеса, штат Каліфорнія, США), в єврейській родині Лі та Недри Кудров (біл. Кудроў). Її пращури емігрували з Білорусі (до еміграції жили в селі Ілля, нині Вілейського району Мінської області). Вона відвідувала середню школу Портола в Тарзані (штат Каліфорнія), закінчила Колледж Вассар зі ступенем бакалавра з біопсихології. Вільно розмовляє французькою.
50-річна акторка розповіла, що в юності була незадоволена своєю зовнішністю, тому зважилася на ринопластику в 16 років.
Наприкінці 1980-х деякий час зустрічалася з телеведучим Конаном О'Браєном. Почала зустрічатися з французом Мішелем Стерном, який приїхав до США вчитися рекламного бізнесу. Одружилася з ним у 1995 році. 7 травня 1998 року народила сина, якого назвали Джуліаном. Турботу про сина Ліза не довіряла нянькам, сама займалася вихованням попри зайнятість.
Улюбленим заняттям вважає турботу про дітей. У вільний час викладає творчі дисципліни у школі для дітей з проблемних родин.

## Кінодіяльність
Телевізійну кар'єру Кудров почала з комедійного серіалу «The Groundlings». Потім у 1990 році пробувала пробитися на популярне шоу «Суботнього вечора в прямому ефірі» телеканалу NBC, проте її випередила Джулія Свіні.
Популярність акторці принесла роль Урсули Буффе в серіалі «У захваті від тебе», де вона грала ексцентричну офіціантку. Саме ця роль в майбутньому допомогла їй зайняти місце у серіалі «Друзі», втіливши роль Фібі Буффе, сестру-близнючку Урсули. За роль Фібі вона отримала «Еммі» в 1998 році. За весь час роботи над серіалом акторка була номінована на цю нагороду 6 разів. Окрім неї, з акторського складу серіалу лише Дженніфер Еністон стала володаркою даної премії.
Наступним гучним проєктом після «Друзів» став серіал «Повернення» на телеканалі HBO, де Кудров не тільки знімалася, але й була співпродюсеркою, сценаристкою і постановницею, однак після першого сезону проєкт був закритий.
Успіх «Друзів» відчинив для Кудров двері у великий Голлівуд. До вдалих творчих проектів акторки можна віднести ролі в комедіях «Аналізуючи це», «Паперова людина», «Кохання та інші обставини», «Аналізуючи те», «Готель для собак».
За свою кар'єру Кудров знялася в понад 40 фільмах і телесеріалах, найбільш відомі з яких — «P. S. Я кохаю тебе», «Легковажна Я», «Ромі та Мішель на зустрічі випускників», «Протилежність сексу», «Аналізуючи це», «Аналізуючи те», «Доктор Дулітл 2».
З 1995 року Ліза Кудров перебуває у шлюбі з Мішелем Стерном, у 1998 році народила сина Джуліана Мюррея.
На початку 2010-х Кудров воліла віддавати себе сім'ї. Проте потім вийшло кілька великих повнометражних стрічок з її участю: «Сусіди» (2014), «Перната банда», «Сусіди 2» та «Дівчина у потягу» (всі 2016 р.), «Столик № 19» та «Бебі бос» (обидва 2017), «Божевільна парочка» та «Освіта» (обидва 2019), «Гламурний бізнес» (2020).
У серіалах «Повернення» і «Вебтерапія» вона виступала сценаристкою і продюсеркою.
Зазвичай як акторка вона надає перевагу комедійним та сімейним проєктам.

## Фільмографія
| Рік       |     | Українська назва                            | Оригінальна назва                                    | Роль                                             |
| --------- | --- | ------------------------------------------- | ---------------------------------------------------- | ------------------------------------------------ |
| 2024      | с   | Бандити в часі                              | Time Bandits                                         | Пенелопа                                         |
| 2021      | мф  | Бебі бос 2                                  | The Boss Baby: Family Business                       | Дженніс Темплтон                                 |
| 2021      | док | Друзі: Возз'єднання                         | Friends: The Reunion                                 | у ролі самої себе                                |
| 2020      | тф  |                                             | Good People                                          | Лінн Стіл                                        |
| 2020      | с   | Космічні війська (телесеріал)               | Space Force                                          | Меггі Нейрд (5 епізодів)                         |
| 2020      | с   |                                             | Feel Good                                            | Лінда (4 епізоди)                                |
| 2020      | с   | У кращому світі (телесеріал)                | The Good Place                                       | Гіпатія (1 епізод)                               |
| 2020      | ф   | Гламурний бізнес                            | Like A Boss                                          | Шей Вітмор                                       |
| 2019      | мс  | Відкриття людства                           | Human Discoveries                                    | олень Джуді (голос) (10 епізодів)                |
| 2019      | ф   | Освіта                                      | Booksmart                                            | Шармейн                                          |
| 2019      | ф   | Божевільна парочка                          | Long Shot                                            | Кетрін                                           |
| 2016—2019 | с   | Незламна Кіммі Шмідт                        | Unbreakable Kimmy Schmidt                            | Лорі-Енн Смідт / Фея-Хрещена (голос) (3 епізоди) |
| 2018      | мф  |                                             | Lovesick Fool — Love in the Age of Like              | Озма (голос)                                     |
| 2018      | с   | Грейс і Френкі                              | Grace and Frankie                                    | Шері (3 епізоди)                                 |
| 2017      | мф  | Бебі бос                                    | The Boss Baby                                        | Мати (голос)                                     |
| 2017      | ф   | Столик № 19                                 | Table 19                                             | Біна Кепп                                        |
| 2016      | ф   | Дівчина у потягу                            | The Girl on the Train                                | Марта                                            |
| 2016      | ф   | Сусіди 2                                    | Neighbors 2: Sorority Rising                         | декан Керол Ґледстоун                            |
| 2016      | ф   | Перната банда                               | El Americano: The Movie                              | Люсіль ван Старр (голос)                         |
| 2016      | с   | Енджі Трайбека                              | Angie Tribeca                                        | Моніка Віваркур пілотний епізод                  |
| 2015      | с   | Кінь БоДжек                                 | BoJack Horseman                                      | Ванда Пірс (голос) (7 епізодів)                  |
| 2011—2015 | с   | Вебтерапія (телесеріал)                     | Web Therapy                                          | Фіона Волліс (44 епізоди)                        |
| 2005—2014 | с   | Повернення                                  | The Comeback                                         | Валері Черіш (21 епізод)                         |
| 2008—2014 | с   | Вебтерапія (вебсеріал)                      | Web Therapy                                          | Фіона Волліс (132 епізоди)                       |
| 2014      | ф   | Сусіди                                      | Neighbors                                            | декан Керол Ґледстоун                            |
| 2013      | с   | Скандал                                     | Scandal                                              | Жозефін Маркус, член Конгресу (4 епізоди)        |
| 2013      | с   | Вендель і Вінні                             | Wendell and Vinnie                                   | Наташа Краф (1 епізод)                           |
| 2011      | мс  | Аллен Грегорі                               | Allen Gregory                                        | Шейла (голос) (1 епізод)                         |
| 2010      | ф   | Відмінниця легкої поведінки                 | Easy A                                               | пані Гріффіт                                     |
| 2010      | с   | Звабливі та вільні                          | Cougar Town                                          | д-р Емі Еванс (1 епізод)                         |
| 2009      | ф   | Кохання та інші обставини (Інша жінка)      | Love and Other Impossible Pursuits (The Other Woman) | Керолайн                                         |
| 2009      | ф   | Бендслем                                    | Bandslam                                             | Карен Бартон                                     |
| 2009      | ф   | Паперова людина                             | Paper Man                                            | Клер Данн                                        |
| 2009      | ф   | Окис                                        | Powder Blue                                          | Саллі                                            |
| 2009      | ф   | Готель для собак                            | Hotel for Dogs                                       | Лоїс Скаддер                                     |
| 2007      | ф   | P. S. Я кохаю тебе                          | P.S. I Love You                                      | Деніз Геннессі                                   |
| 2007      | ф   | Кеблю                                       | Kabluey                                              | Леслі                                            |
| 2006      | с   | Американський тато!                         | American Dad!                                        | Привид минулого Різдва (голос) (1 епізод)        |
| 2005      | с   | Безнадійні малюнки                          | Hopeless Pictures                                    | Сенді (голос) (2 епізоди)                        |
| 2004—2005 | с   | Батько прайду                               | Father of the Pride                                  | Фу Лінь (голос) (2 епізоди)                      |
| 2005      | кф  | Смішні епізоди 9-го сезону «Друзів» (відео) | Friends Gag Reel: Season 9                           | Фібі Буффе                                       |
| 2005      | ф   | Правила сексу 2: Геппіенд                   | Happy Endings                                        | Мемі Толл                                        |
| 2005—2014 | с   | Повернення                                  | The Comeback                                         | Валері Черіш (21 епізод)                         |
| 1994—2004 | с   | Друзі                                       | Friends                                              | Фібі Буффе / Урсула Буффе (235 епізодів)         |
| 2003      | ф   | Авеню Вондерленд                            | Wonderland                                           | Шерон Голмс                                      |
| 2003      | ф   | Марсі Ікс                                   | Marci X                                              | Марсі Фелд                                       |
| 2002      | ф   | Аналізуючи те                               | Analyze That                                         | Лора Собель                                      |
| 2002      | ф   | Гав!                                        | Bark!                                                | Дарла                                            |
| 2001      | с   | Розумне цуценя Блу                          | Blue's Clues                                         | Дитячий доктор (голос) (1 епізод)                |
| 2001      | ф   | Доктор Дулітл 2                             | Dr. Dolittle 2                                       | Ведмедиця Ава (голос)                            |
| 2001      | ф   | По всьому хлопцю                            | All Over the Guy                                     | Марі                                             |
| 2001      | с   | Король гори                                 | King of the Hill                                     | Емі Піттман (голос) (1 епізод)                   |
| 2000      | ф   | Щасливі номери                              | Lucky Numbers                                        | Крістал                                          |
| 2000      | ф   | Відбій                                      | Hanging Up                                           | Медді Мозель                                     |
| 1992—1999 | с   | У захваті від тебе                          | Mad About You                                        | Урсула Буффе / Карен (1 епізод) (23 епізоди)     |
| 1999      | ф   | Аналізуючи це                               | Analyze This                                         | Лора Макнамара Собель                            |
| 1998—1999 | мс  | Геркулес                                    | Disney's Hercules: The Animated Series               | Афродіта (голос) (4 епізоди)                     |
| 1998      | мс  | Сімпсони                                    | The Simpsons                                         | Алекс Вітні (голос) (1 епізод)                   |
| 1997      | ф   | Гекі                                        | Hacks                                                | жінка                                            |
| 1997      | ф   | Тимчасовий працівник                        | Clockwatchers                                        | Пола                                             |
| 1997      | ф   | Протилежність сексу                         | The Opposite of Sex                                  | Люція Делурі                                     |
| 1997      | ф   | Ромі та Мішель на зустрічі випускників      | Romy and Michele's High School Reunion               | Мішель Вайнбергер                                |
| 1997      | с   | Доктор Кац, професійний терапевт            | Dr. Katz, Professional Therapist                     | Ліза (голос) (1 епізод)                          |
| 1996      | ф   | Мати                                        | Mother                                               | Лінда                                            |
| 1996      | с   | Дакмен: рядовий Дакмен / Сім'янин           | Duckman: Private Dick/Family Man                     | Female Beta Maxians (голос) (1 епізод)           |
| 1996      | с   | Гоуп і Глорія                               | Hope & Gloria                                        | Фібі Буффе (1 епізод)                            |
| 1996      | с   | Суботнього вечора в прямому ефірі           | Saturday Night Live                                  | ведуча (1 епізод)                                |
| 1995      | кф  | I'll Be There for You (відео)               | The Rembrandts: I'll Be There for You                | Фібі Буффе                                       |
| 1994      | ф   | Божевільна нянька                           | The Crazysitter                                      | Адріан Векслер-Джонс                             |
| 1994      | ф   | Спека пристрасті 2: Невірний                | In the Heat of Passion II: Unfaithful                | касирка                                          |
| 1993—1994 | с   | Тренер                                      | Coach                                                | Лорен / медсестра Еліс (2 епізоди)               |
| 1993      | с   | Боб                                         | Bob                                                  | Кеті Флейшер (2 епізоди)                         |
| 1993      | с   | Сліпа                                       | Flying Blind                                         | Емі (1 епізод)                                   |
| 1992      | ф   | Танок зі смертю                             | Dance with Death                                     | Міллі                                            |
| 1992      | с   | Номер на двох                               | Room for Two                                         | Жінка в чорному (1 епізод)                       |
| 1992      | ф   | Спека пристрасті                            | In the Heat of Passion                               | касирка в банку                                  |
| 1991      | тф  |                                             | Murder in High Places                                | пані Стітч                                       |
| 1991      | ф   | Ненароджений                                | The Unborn                                           | Луїза Крельм                                     |
| 1990      | тф  | Закрити зустрічі                            | Close Encounters                                     | дівчина з Долини                                 |
| 1990      | с   | Історії життя                               | Lifestories                                          | Джеррі Форшет (1 епізод)                         |
| 1990      | с   | Життя триває                                | Life Goes On                                         | Стелла (1 епізод)                                |
| 1990      | с   | Ньюгарт                                     | Newhart                                              | Седа (1 епізод)                                  |
| 1990      | кф  | подружка підступної дівчини                 | To the Moon, Alice                                   | Friend of Perky Girl                             |
| 1989      | ф   |                                             | L.A. on $5 a Day                                     | Чародійка                                        |
| 1989      | с   | Весела компанія                             | Cheers                                               | Емілі (1 епізод)                                 |
| 1989      | тф  |                                             | Just Temporary                                       | Ніколь                                           |
| 1989      | тф  | Одружена з мафією                           | Married to the Mob                                   |                                                  |
| 1986      | ф   | Америка-3000                                | America 3000                                         | вождиня жінок-воїнів                             |
| 1983      | тф  | Перевантаження банку пам'яті                | Overdrawn at the Memory Bank                         | Екстра                                           |